# Visvacarma
Visvacarma (em védico: विश्वकर्मन्; romaniz.: Viśvakarman; lit. "toda criação"), na mitologia hindu, é uma divindade que, segundo o Rigueveda, personifica o poder criativo que mantém o universo unido.